# Diputación Provincial de Ávila
La Diputación Provincial de Ávila es la institución a la que corresponde el gobierno y la administración de la provincia de Ávila, comunidad autónoma de Castilla y León (España). Una de sus funciones fundamentales es colaborar en la gestión de la actividad municipal.

## Composición
Integran la Diputación Provincial, como órganos de Gobierno de la misma, el Presidente, los Vicepresidentes, la Junta de Gobierno y el Pleno.
En arreglo a la ley electoral, los diputados provinciales son elegidos mediante elección indirecta de acuerdo a los resultados en las elecciones municipales. La composición de la corporación provincial en el periodo electoral 2019-2023 es de 12 diputados del Partido Popular, 8 del Partido Socialista, 4 de Por Ávila, 1 de Ciudadanos-Partido de la Ciudadanía.
El presidente de la Diputación Provincial de Ávila es, desde el 27 de marzo de 2019, Carlos García González.
| Actual distribución de la Diputación tras las elecciones municipales de 2023 | Actual distribución de la Diputación tras las elecciones municipales de 2023 | Actual distribución de la Diputación tras las elecciones municipales de 2023 | Actual distribución de la Diputación tras las elecciones municipales de 2023 | Actual distribución de la Diputación tras las elecciones municipales de 2023 |
| Partido político                                                             | Votos                                                                        | %                                                                            | Diputados                                                                    |                                                                              |
| ---------------------------------------------------------------------------- | ---------------------------------------------------------------------------- | ---------------------------------------------------------------------------- | ---------------------------------------------------------------------------- | ---------------------------------------------------------------------------- |
| Partido Popular de Castilla y León (PPCyL)                                   | 40.153                                                                       | 43,68%                                                                       | 13                                                                           |                                                                              |
| Partido Socialista de Castilla y León (PSOECyL)                              | 19.222                                                                       | 20,91%                                                                       | 6                                                                            |                                                                              |
| Por Ávila (XAV)                                                              | 17.442                                                                       | 18,97%                                                                       | 5                                                                            |                                                                              |
| Vox (VOX)                                                                    | 5.257                                                                        | 5,71%                                                                        | 1                                                                            |                                                                              |

### Distribución de escaños por partidos judiciales
| Partido judicial    |    |   |   |   | Diputados |
| ------------------- | -- | - | - | - | --------- |
| Arenas de San Pedro | 3  | 2 |   |   | 5         |
| Arévalo             | 2  | 1 |   |   | 3         |
| Ávila               | 6  | 3 | 5 | 1 | 15        |
| Piedrahíta          | 2  |   |   |   | 2         |
| Total               | 13 | 6 | 5 | 1 | 25        |

## Sede

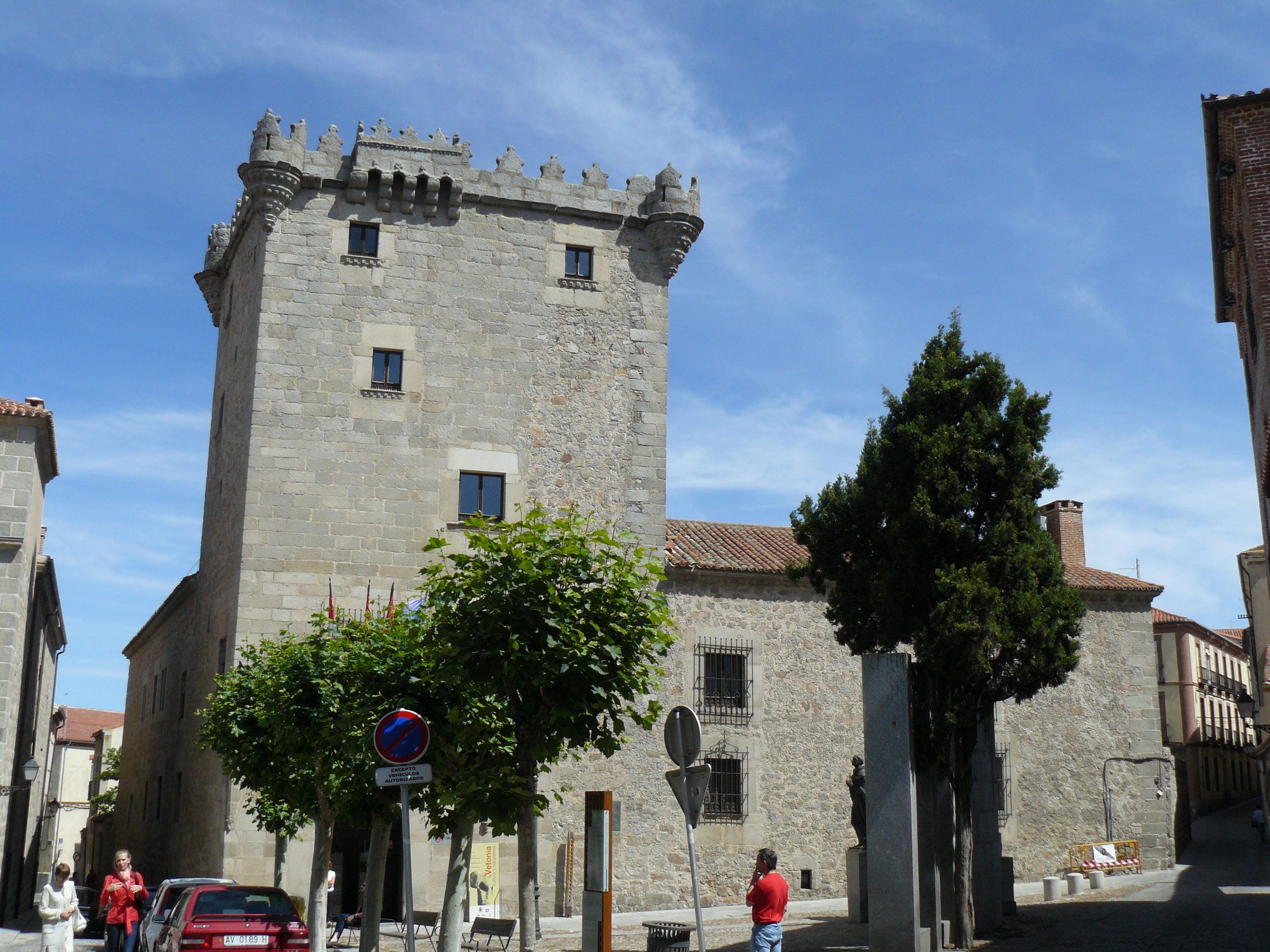
Torreón de los Guzmanes, sede de la diputación.

La sede de la Diputación de Ávila reside en el Torreón de los Guzmanes, edificio histórico declarado Bien de Interés Cultural localizado en la capital provincial.

## Presupuesto
El presupuesto anual aprobado de la Diputación Provincial de Ávila para 2023 es de 80,23 millones de euros.